# Pikratol
Pikratol je visokoeksplozivna smeša, koja sadrži 52% eksploziva D i 48% TNT-a. Ima brzinu detonacije od približno 6.972 metara u sekundi. Pikratol nema civilne aplikacije. Bio je isključivo namenjen vojnoj upotrebi i bio je posebno popularan tokom Drugog svetskog rata. Osnovna prednost Pikratola je njegova neosetljivost na šok. Kao rezultat toga, pokazao se korisnim kao glavno eksplozivno punjenje u oklopnim granatama i vazdušnim bombama.
Pikratol je zastareo eksploziv i stoga je malo verovatno da će te ga sresti, osim u obliku stare municije i neeksplodiranih ubojnih sredstava.

## Spoljašnje veze
- Additional information re. Picratol[мртва веза]